# Lacinipolia egetosa
Lacinipolia egetosa là một loài bướm đêm trong họ Noctuidae.